# 小池洋
小池 洋（こいけ ひろし、1936年7月28日 - 2010年4月23日）は、日本の経営者。センコー社長、会長を務めた。

## 来歴・人物
岩手県出身。1955年3月に扇興運輸(現在のセンコー)に入社し、1958年には産業能率短期大学を卒業。1982年6月に取締役に就任し、1989年6月に常務、1993年6月に専務を経て、1997年5月に社長に就任。2004年6月に相談役に就任。
2010年4月23日、胆嚢癌のために死去。73歳没。